# Дресбак (тауншип, Миннесота)
Дресбак (англ. Dresbach) — тауншип в округе Уинона, Миннесота, США. На 2000 год его население составило 413 человек.

## География
По данным Бюро переписи населения США площадь тауншипа составляет 24,0 км², из которых 20,6 км² занимает суша, а 3,4 км² — вода (14,02 %).

## Демография
По данным переписи населения 2000 года здесь находились 413 человек, 156 домохозяйств и 117 семей.  Плотность населения —  20,0 чел./км².  На территории тауншипа расположено 175 построек со средней плотностью 8,5 построек на один квадратный километр. Расовый состав населения: 99,27 % белых, 0,24 % азиатов и 0,48 % приходится на две или более других рас. Испанцы или латиноамериканцы любой расы составляли 1,21 % от популяции тауншипа.
Из 156 домохозяйств в 32,7 % воспитывались дети до 18 лет, в 68,6 % проживали супружеские пары, в 5,1 % проживали незамужние женщины и в 24,4 % домохозяйств проживали несемейные люди. 19,9 % домохозяйств состояли из одного человека, при том 8,3 % из — одиноких пожилых людей старше 65 лет. Средний размер домохозяйства — 2,48, а семьи — 2,87 человека.
21,8 % населения — младше 18 лет, 5,8 % — в возрасте от 18 до 24 лет, 25,2 % — от 25 до 44, 35,4 % — от 45 до 64, и 11,9 % — старше 65 лет. Средний возраст — 44 года. На каждые 100 женщин приходилось 115,1 мужчин.  На каждые 100 женщин старше 18 приходилось 121,2 мужчин.
Средний годовой доход домохозяйства составлял 47 813 долларов, а средний годовой доход семьи —  58 750 долларов. Средний доход мужчин —  39 500  долларов, в то время как у женщин — 26 607. Доход на душу населения составил 25 648 долларов. За чертой бедности находились 7,0 % семей и 8,6 % всего населения тауншипа, из которых 9,1 % младше 18 и 4,3 % старше 65 лет.